# Perspektywy Kultury
Perspektywy Kultury – czasopismo naukowe ukazujące się od 2009 r. Czasopismo jest kwartalnikiem podejmującym tematykę związaną z kulturoznawstwem.
Początkowo czasopismo było półrocznikiem. Od 2017 roku ukazuje się jako kwartalnik. Czasopismo wydaje Uniwersytet Ignatianum w Krakowie.

## Redaktorzy naczelni
Funkcję redaktora naczelnego pełnili:
- dr hab. Andrzej Waśko (2009–2013)
- dr hab. Leszek Zinkow (2013–2016)
- dr Paweł Nowakowski (2017–2019).

Obecnie funkcję redaktora naczelnego czasopisma sprawuje dr Łukasz Burkiewicz. 

## Punktacja czasopisma
W wykazie czasopism naukowych Ministerstwa Edukacji i Nauki z 9 lutego 2021 r. kwartalnik uzyskał 40 punktów.